# Jessica Barker

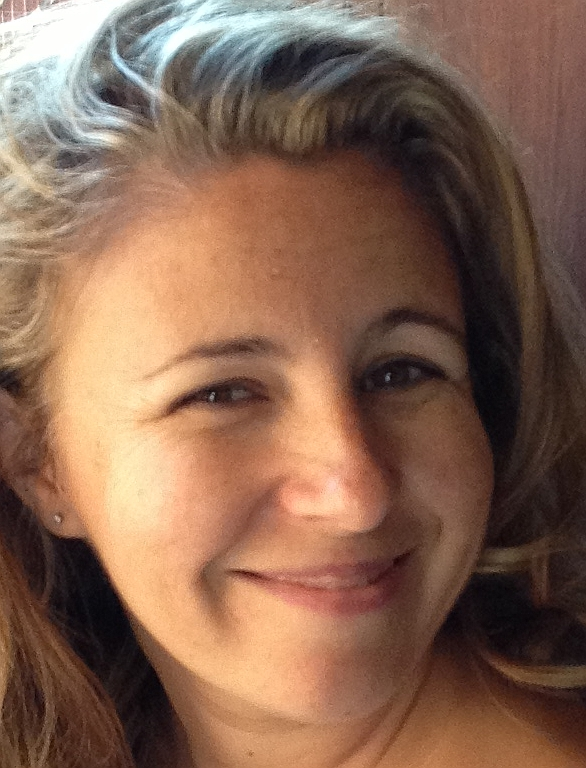
Jessica Barker

Jessica Barker (* 12. Oktober 1977) ist eine kanadische Film- und Fernseh-Schauspielerin und ehemalige Kinderdarstellerin.
Ihre erste Rolle als Schauspielerin erhielt sie mit zehn Jahren in dem wenig bekannten kanadischen Film Le Chemin de Damas. 1990 spielte sie in dem Kinder-Fantasy-Film Simon und die Saurier (Simon les nuages), 1991 in Eine verrückte Liebe (auch: Die Liebestollen/orig. Amoureux fou). 1993 wurde sie für die Kinder-Fernsehserie Les Intrépides als einer der beiden Hauptdarsteller engagiert. Die Serie lief drei Jahre erfolgreich im kanadischen Fernsehen. Weitere Rollen in Fernsehserien folgten.
1999 hörte Jessica Barker mit der Schauspielerei auf, um zu studieren. Sie feierte ihr Comeback 2004 in dem Film Le Golem de Montréal.

## Filmografie (Auswahl)
- 1988: Ein heiliger Hippie (Le chemin de Damas)
- 1990: Simon und die Saurier (Simon les nuages)
- 1990: Les Filles de Caleb (Fernsehserie, 9 Folgen)
- 1991: Amoureux fou – Eine verrückte Liebe (Amoureux fou)
- 1992: Annas Garten (Le jardin d’Anna)
- 1992: Zwei Freunde reißen aus (The Young Asventurers)
- 1993: Matusalem – Der Fluch des Piraten (Matusalem)
- 2004: Le Golem de Montréal